# 고쓰시
고쓰시(일본어: 江津市)는 일본 시마네현 서부의 동해와 접한 시이다. JR 고쓰역을 중심으로 상업 활동이 매우 활발하다.

## 지리
시마네현 서부의 이와미 지방에 위치한다. 주고쿠 산지를 산요 지방 쪽에서 가로질러 흐르는 얼마 안되는 하천이자 주고쿠 지방 최대의 하천인 고노강이 이곳에서 동해로 흘러든다.

## 인접하는 자치체
- 하마다시
- 오다시
- 오치군 오난정, 가와모토정

## 역사
고쓰는 고노강의 항구를 의미한다. 센고쿠 시대 이전에는 대륙과 교역을 해서 15세기 조선의 역사서에도 고쓰라는 지명이 기록되어 있다. 하구의 서쪽을 차지하는 중심부의 고쓰정은 에도 시대에 기타마에선의 기항지가 되어 해운업 등이 번성했다. 에도 시대에 현 고쓰시 지역은 동쪽이 이와미 은광을 포함하는 막부 직할령(천령), 서쪽이 하마다번령이었다. 에도 막부 말기에는 하마다번의 패퇴와 함께 이와이 은광령 및 하마다번령을 조슈번이 몇 년간 지배했다.
다이쇼 시대 이후 철도의 개통과 함께 해운업이 쇠퇴하자 이에 대한 대책으로 고쓰정은 해안부에 공장을 유치하였다.
- 1954년 4월 1일 - 나카군 고쓰정·쓰노즈정·가와나미촌·니노미야촌·아사리촌·고토촌·마쓰카와촌·가비라촌·아토이치촌이 합병해 고쓰시가 되었다.
- 2004년 10월 1일 - 인접한 오치군 사쿠라에정을 편입하였다.

## 교통

### 철도
- 서일본 여객철도
  - 산인 본선
  - 산코선

### 도로
- 산인 자동차도(일본어판)
- 국도 제9호선
- 국도 제186호선
- 국도 제261호선 (일본)(일본어판)

## 인구
| 연도 | 인구   | ±%     |
| ---- | ------ | ------ |
| 1970 | 36,811 | —      |
| 1980 | 32,931 | −10.5% |
| 1990 | 32,937 | +0.0%  |
| 2000 | 30,740 | −6.7%  |
| 2010 | 27,774 | −9.6%  |
| 2020 | 24,468 | −11.9% |

## 자매 도시
- 미국 캘리포니아주 코로나